# فرط ضغط الدم الكاذب
علامة أوسلر أو فرط ضغط الدم الكاذب عند المسنين (بالإنجليزية: Pseudohypertension in the elderly)‏ أو متلازمة عدم انضغاط الشريان (بالإنجليزية: noncompressibility artery syndrome)‏ هي حالة يعتقد أن سببها تكلس في الشرايين يسبب ارتفاع شاذ في ضغط الدم في قراءات مقياس ضغط الدم لكن الضغط داخل الشريان طبيعي. رغم ذلك فهذه الحالة لها مخاطر قلبية وعائية.

## طالع أيضًا
- علامة أوسلر